# U1 (Berlijn)
De U1 is een lijn van de metro van Berlijn. De metrolijn verbindt het S-Bahnstation Warschauer Straße in Friedrichshain via Kreuzberg met de Kurfürstendamm in het westelijke stadscentrum (Charlottenburg). De kleinprofiellijn telt 13 stations en heeft een lengte van 8,8 kilometer; de reistijd over de gehele lijn bedraagt 20,5 minuut. De huidige U1 bestaat uit de oostelijke tak van het in 1902 geopende stamtracé, de eerste Berlijnse metrolijn. De van oost naar west lopende lijn ligt grotendeels op een viaduct (Hochbahn).
Het oostelijke deel van lijn U1, het luchtspoor door Kreuzberg, staat in zijn geheel onder monumentenbescherming.

## Geschiedenis

### Een nieuw vervoermiddel

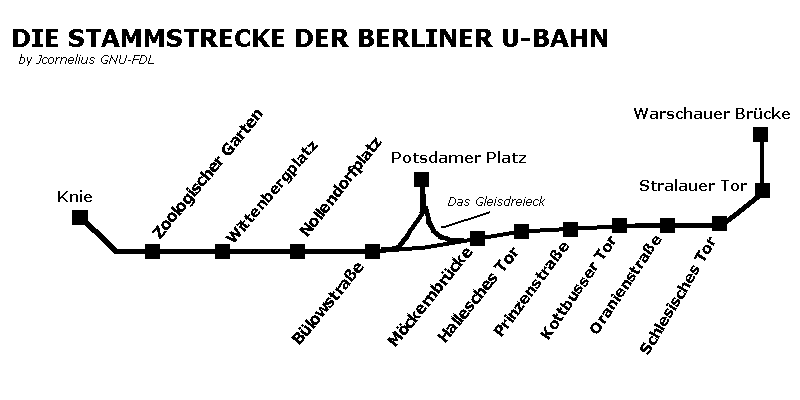
Stamtracé, nu U1 en U2

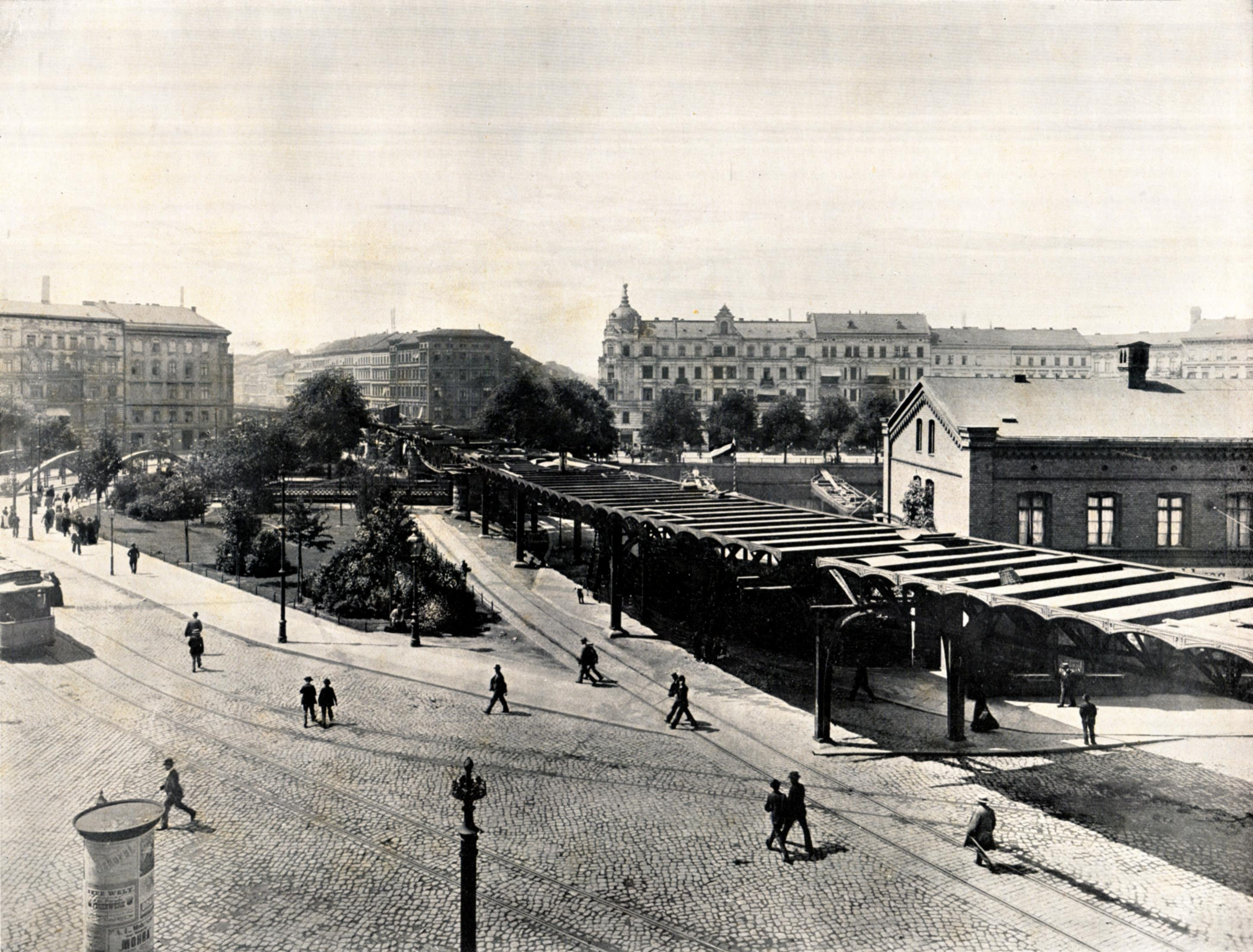
Luchtspoor in aanleg bij de Luisenufer (nu Wassertorplatz)

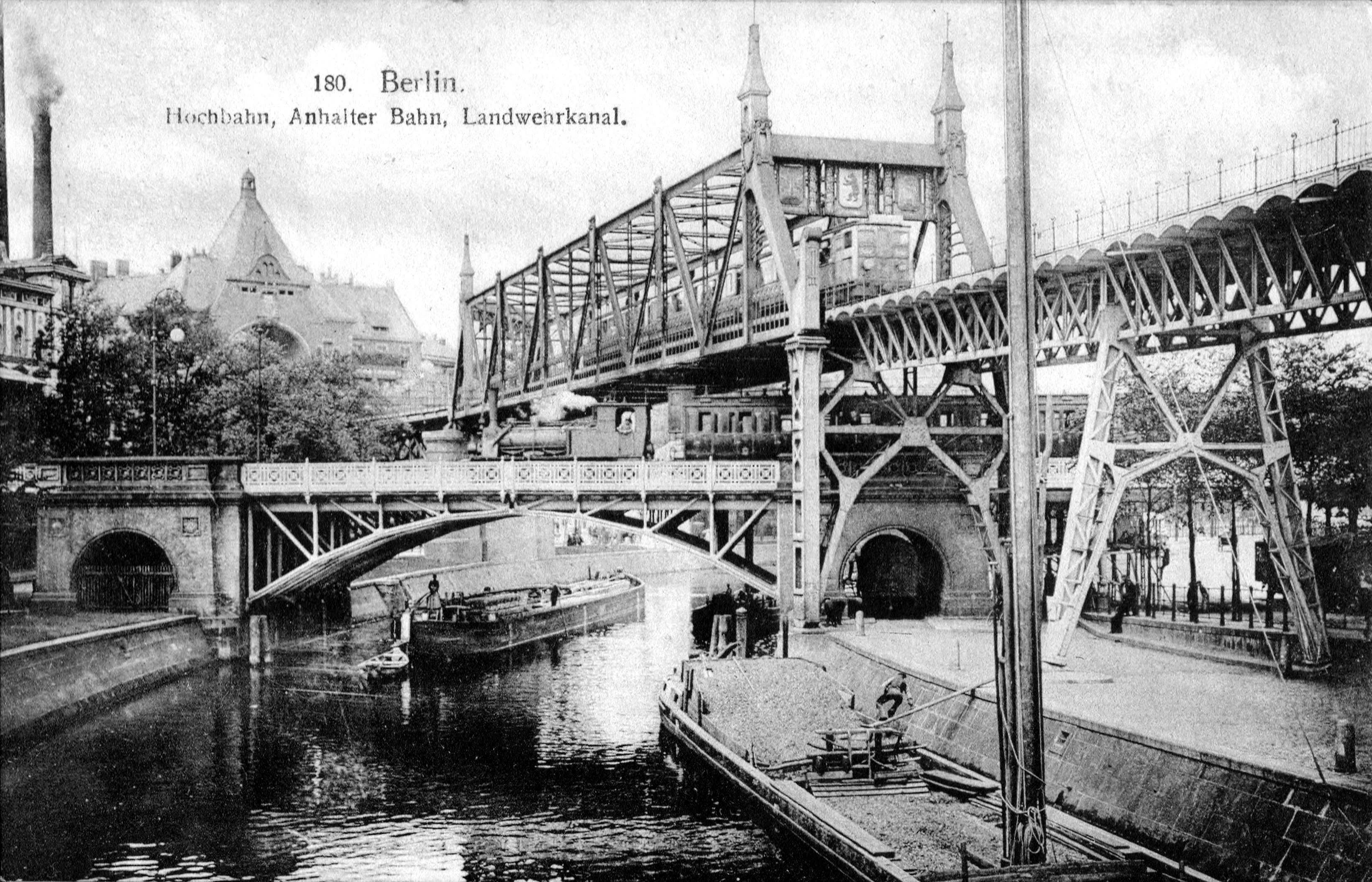
Brug over de Anhalter Bahn en het Landwehrkanaal

De toenemende verkeersproblematiek in de miljoenenstad Berlijn leidde er aan het einde van de 19e eeuw toe dat men op zoek ging naar nieuwe vervoermiddelen. Er werden onder andere hangende treinen, zoals de latere Wuppertaler Schwebebahn, en diepgelegen ondergrondse spoorlijnen zoals in Londen overwogen. Werner von Siemens stelde het stadsbestuur voor hooggelegen stadsspoorlijnen naar het voorbeeld van de New Yorkse Elevated Railways aan te leggen. Von Siemens' idee een viaduct te bouwen door de statige Friedrichstraße werd onesthetisch gevonden, maar ook tegen het graven van tunnels onder de stad, zoals AEG voorstelde, bestond weerstand, omdat men bang was voor beschadiging van de juist aangelegde riolering.
Nadat er vele jaren onderhandeld was en diverse projecten de revue waren gepasseerd, kreeg Von Siemens in 1892 uiteindelijk toestemming voor het bouwen van een luchtspoorlijn vanaf de Warschauer Brücke door Kreuzberg naar de Bülowstraße. Dit tracé werd gekozen omdat men bang was voor vervuiling en geluidsoverlast en deze route door als arm geldende wijken liep. Een gelijkaardige spoorlijn over de centraler gelegen "rijke" Leipziger Straße hield het stadsbestuur koste wat kost tegen.

### Bouw van de Hochbahn
De lijn werd volledig gefinancierd en aangelegd door de private firma Siemens & Halske. Op 10 september 1896 ging in de Kreuzbergse Gitschiner Straße de eerste spade in de grond. De bouw moest snel uitgevoerd worden, omdat de concessie stelde dat de lijn binnen twee jaar gereed moest zijn. Als aan deze voorwaarde niet voldaan werd gold een boete van 50.000 mark. Op 13 april 1897 werd de Gesellschaft für Elektrische Hoch- und Untergrundbahnen in Berlin (Hochbahngesellschaft) opgericht, die de metrolijn later zou gaan exploiteren.
De toentertijd nog zelfstandige stad Charlottenburg stemde niet in met het bouwen van een luchtspoorlijn over haar grondgebied. Na lange onderhandelingen werd daarom besloten onder de Tauentzienstraße een tunnel aan te leggen; als westelijk eindpunt van de lijn werd Knie (nu station Ernst-Reuter-Platz) gekozen. Het onvoorziene bouwen van een tunneltracé zorgde voor vertraging en aan de eis de werkzaamheden voor 1 januari 1900 af te ronden kon niet voldaan worden.
De nieuwe leiding van de Berlijnse stedenbouwkundige dienst stond ondertussen een stuk welwillender tegenover de metro. De in Charlottenburg opgedane ervaringen hadden uitgewezen dat de tunnelbouw geen schade aanrichtte, waardoor de deur open kwam te staan voor een ondergrondse aftakking van de lijn naar de Potsdamer Platz. Deze aftakking zou tevens een latere verlenging van de metro tot in het stadscentrum mogelijk maken. Op 1 november 1900 kreeg de Hochbahngesellschaft groen licht voor het uitvoeren van de nieuwe plannen. Het totale project omvatte nu 10,1 kilometer spoor, waarvan 8 km op een viaduct, en 14 stations, waarvan 4 ondergronds. De metrostations kregen perrons met een lengte van 80 meter, genoeg voor zesrijtuigtreinen.
Vlak na de eeuwwisseling was ongeveer zes kilometer van de metrolijn gereed en na een bouwtijd van 5½ jaar was het stamtracé geheel klaar. Op 15 februari 1902 vond de openingsrit plaats van Potsdamer Platz via Zoologischer Garten naar Stralauer Tor. Drie dagen later opende het traject Stralauer Tor – Potsdamer Platz voor het publiek. Het westelijk deel van het stamtracé opende in maart 1902 tot Zoologischer Garten en op 14 december volgde de verlenging naar Knie. Aangezien het oostelijke eindpunt Warschauer Brücke reeds op 17 augustus was bereikt, was het metroproject daarmee volledig gereedgekomen.
De treinen gingen twee routes rijden:
- Warschauer Brücke – aftakking Potsdamer Platz (keren) – Knie
- Warschauer Brücke – Knie (rechtstreeks)

### Naar Dahlem en Charlottenburg

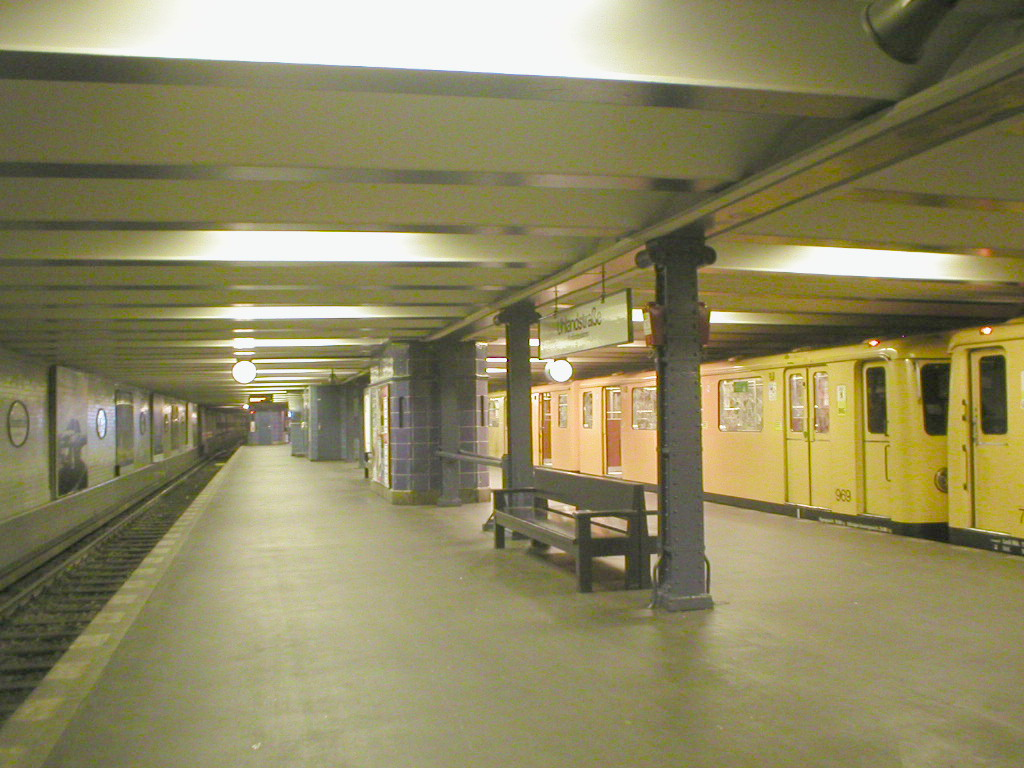
Perron van eindstation Uhlandstraße

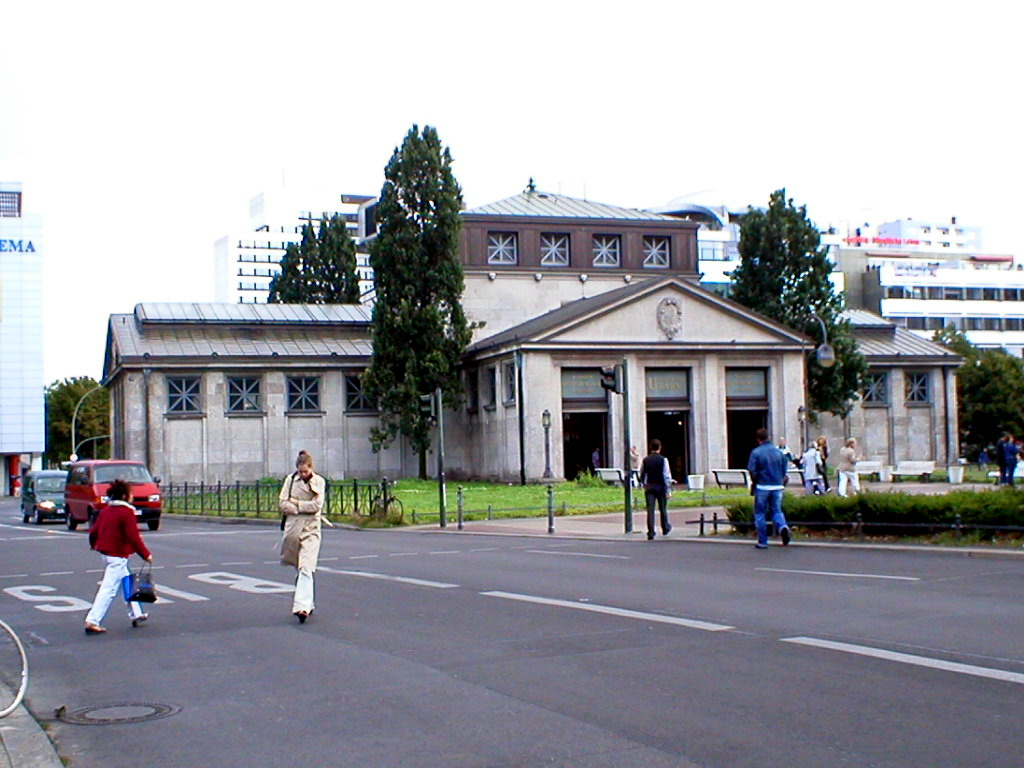
Het statige toegangsgebouw van station Wittenbergplatz

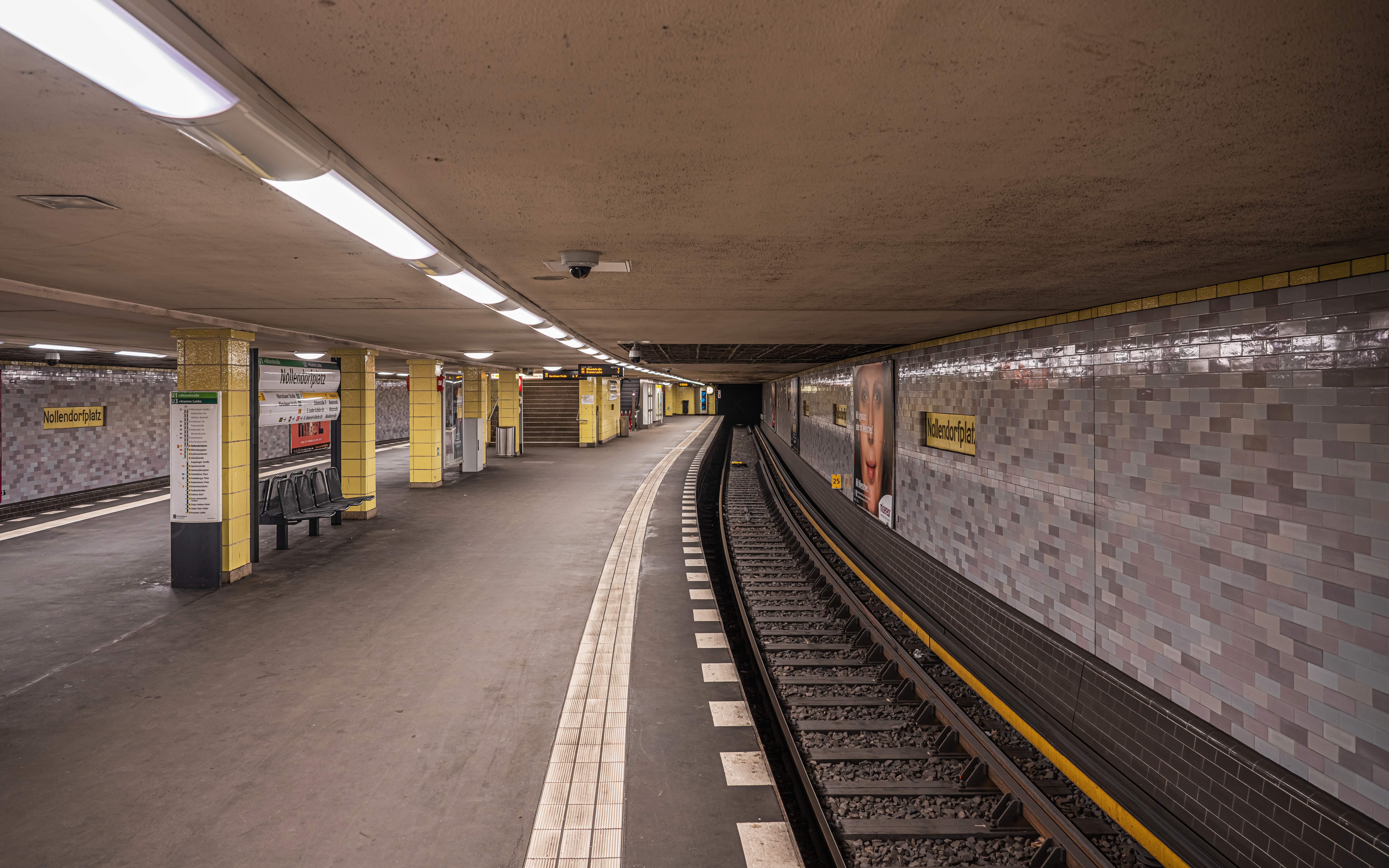
Ondergronds perron in station Nollendorfplatz

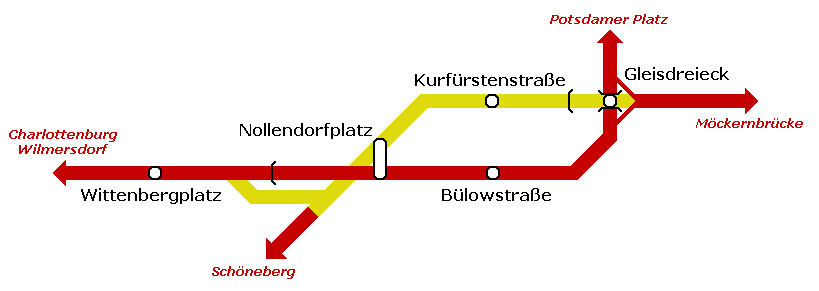
Het ontlastingstracé (geel)

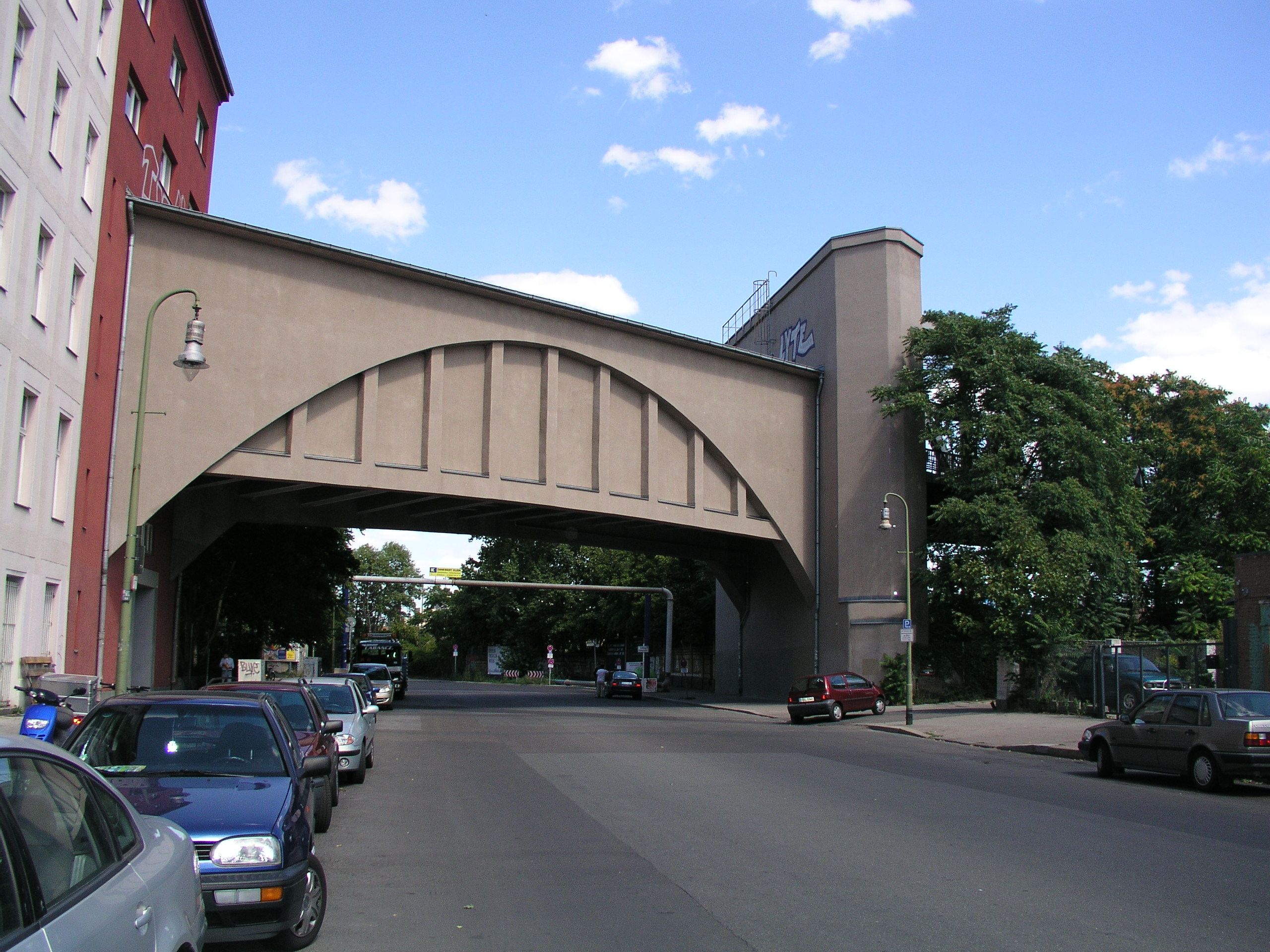
De metrolijn duikt een huizenblok aan de Dennewitzstraße in.

In de zomer van 1907 stelde de Hochbahngesellschaft voor een metrolijn over het grondgebied van de Wilmersdorf en Dahlem aan te leggen. De slecht ontsloten gemeenten stemden in met een aftakking van het stamtracé tot aan de Thielplatz. De geplande lijn liep echter gedeeltelijk over het grondgebied van Charlottenburg, dat Wilmersdorf als een grote concurrent zag wat betreft het aantrekken van kapitaalkrachtige bewoners. Een metrolijn naar Wilmersdorf zou de vestiging van rijken weleens een impuls kunnen geven. Na lange onderhandelingen kwam men in de zomer van 1910 tot een oplossing: naast de Wilmersdorf-Dahlemer U-Bahn (nu onderdeel van U3) zou ook Charlottenburg een eigen aftakking van het stamtracé krijgen, van de Wittenbergplatz via de Kurfürstendamm tot het eindpunt Uhlandstraße. Deze 1,2 kilometer lange lijn zou later doorgetrokken moeten worden tot Halensee, maar voorlopig bleef het bij één station (zie ook de sectie toekomst en het artikel U10).
Voor de nieuwe aftakkingen werd het tot dan toe twee sporen tellende station Wittenbergplatz volledig gereconstrueerd naar een ontwerp van Alfred Grenander, de huisarchitect van de Hochbahngesellschaft. Het metrostation kreeg vijf sporen langs drie perrons en er verrees een nieuwe stationshal.
Op 12 oktober 1913 werd zowel de lijn naar de Thielplatz als de Charlottenburgse aftakking naar de Uhlandstraße voor het publiek geopend. Deze twee trajecten waren de laatste die voor de Eerste Wereldoorlog gebouwd werden.

### Gleisdreieck en het ontlastingstracé
De Gleisdreieck, de spoordriehoek waarmee het oost-westtraject en de aftakking naar de Potsdamer Platz met elkaar verbonden waren, was een van de gevaarlijkste punten in de metrolijn. De kruising was alleen beveiligd met seinen, zodat een onoplettende metrobestuurder voor een ramp kon zorgen. Op 26 september 1908 gebeurde er daadwerkelijk een ongeluk: een treinstel botste tegen de zijkant van een andere trein, waardoor twee wagons ontspoorden en van het viaduct naar beneden stortten; zo'n 20 mensen kwam om het leven. Naar aanleiding van het ongeval werd besloten de spoordriehoek om te bouwen.
In plaats van de gelijkvloerse splitsing werd er een kruisingsstation met twee niveaus gebouwd. De reconstructie begon in mei 1912; tijdens de werkzaamheden bleven de treinen rijden. Op 3 november 1912 werd het station Gleisdreieck geopend, de bouwwerkzaamheden gingen echter nog door tot augustus 1913. De treinen van en naar Warschauer Brücke (de huidige U1) gingen gebruikmaken van het bovenste perron en zouden tot 1926 in Gleisdreieck eindigen. Vanaf de Nollendorfplatz bleef een doorgaande dienst naar Prenzlauer Berg (tegenwoordig U2) bestaan via het onderste niveau van het station.
Het nieuwe kruisingsstation kon pas volledig gaan functioneren na de opening van het "ontlastingstracé". Dit traject verbindt Gleisdreieck met de Nollendorfplatz via de Kurfürstenstraße , parallel aan het stamtracé. Tussen de Nollendorfplatz en de Wittenbergplatz sluit het ontlastingstracé aan op de bestaande tunnel. Op 24 oktober 1926 werd het tunneltraject geopend en werd doorgaand verkeer vanaf Warschauer Brücke naar het westen weer mogelijk. Tegelijkertijd werd station Nollendorfplatz uitgebreid met twee nieuwe ondergrondse perrons, die gemeenschappelijk door de Schöneberger U-Bahn (tegenwoordig U4) en treinen over het ontlastingstracé gebruikt werden.
Het nieuwe traject kende een bouwkundige bijzonderheid. Het metroviaduct, dat direct ten westen van de Gleisdreieck begint te dalen, kruist de Dennewitzstraße op een omsloten brug, die vervolgens een huizenblok induikt. Op een binnenplaats daalt de metrobuis verder om uiteindelijk vlak voor station Kurfürstenstraße onder de grond te duiken. Eerder had men het stamtracé aan de Dennewitzplatz al een huizenblok laten doorkruisen.

### Na de oorlog
Het viaducttracé door Kreuzberg werd tijdens de Tweede Wereldoorlog zwaar beschadigd, zodat enkele stations geheel nieuw gebouwd moesten worden. Het verwoeste station Osthafen werd niet herbouwd vanwege zijn geringe afstand tot station Warschauer Brücke.

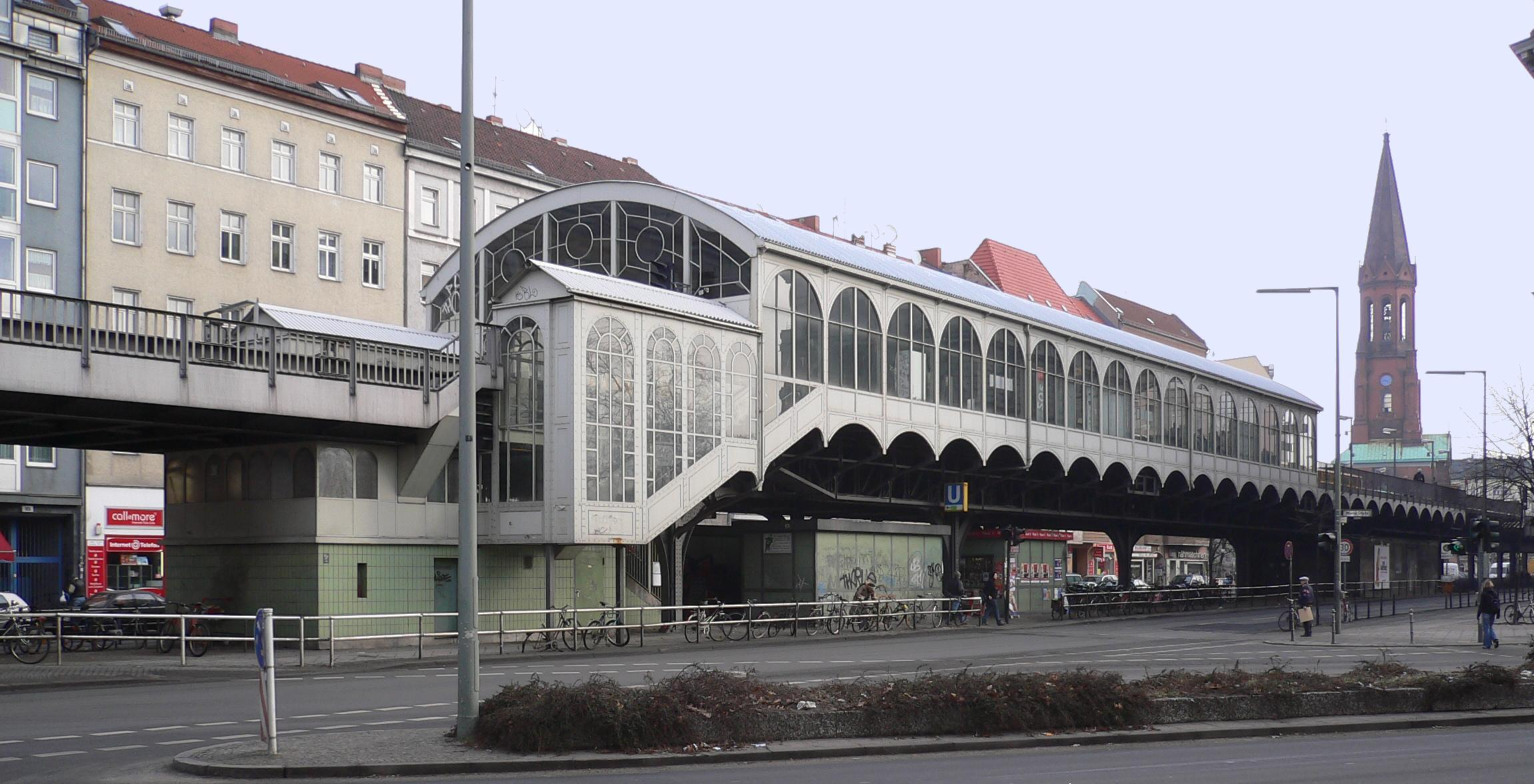
Station Görlitzer Bahnhof bevindt zich nog vrijwel geheel in oorspronkelijke staat.

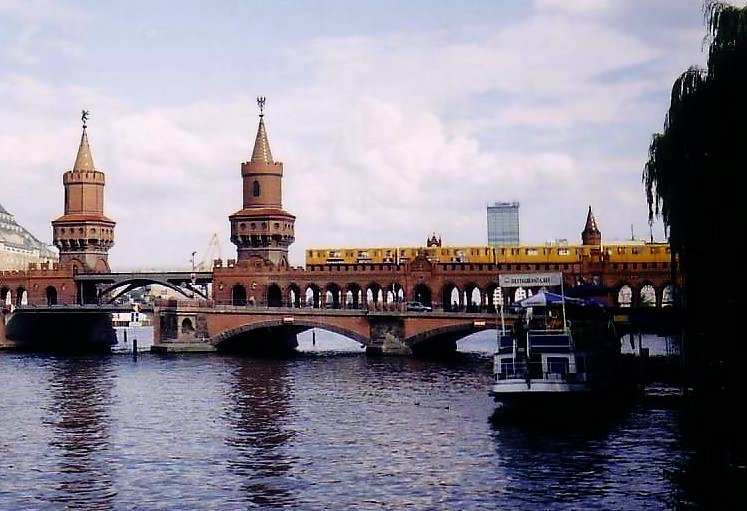
De gerestaureerde Oberbaumbrücke over de Spree

Metrotreinen op de Oberbaumbrücke

De bouw van de Berlijnse Muur in 1961 zorgde voor een inkorting van de lijn tot Schlesisches Tor, omdat het eindpunt Warschauer Brücke in Oost-Berlijn gelegen was. De nabijgelegen Oberbaumbrücke werd een belangrijke grensovergang tussen oost en west. In West-Berlijn was men ondertussen al bezig het stadsvervoersnetwerk uit te breiden met lijnen die het oostelijke deel van de stad ontweken. Een van deze lijnen was de nieuwe metrolijn G, de huidige U9. Om een overstap tussen de U9 en de lijn naar Uhlandstraße mogelijk te maken werd onder de kruising van de Kurfürstendamm en de Joachimstaler Straße een nieuw station gebouwd. Aangezien op de tak naar Uhlandstraße destijds slechts een pendeldienst tot Wittenbergplatz bestond, was het stilleggen van de lijn (hetgeen een snellere bouw mogelijk maakt) geen grote ingreep. Op 28 augustus 1961, twee weken na de start van de bouw van de Muur, werden het nieuwe station Kurfürstendamm en de U9 in gebruik genomen.

### Hereniging
Na de val van de Berlijnse Muur op 9 november 1989 en de Duitse hereniging op 3 oktober 1990 kon men de decennialang gescheiden metronetten weer met elkaar verbinden. In 1992 begon de sanering van de verwaarloosde Oberbaumbrücke, waarover de U1 de Spree kruist. Ook het eindstation bij de Warschauer Brücke, in de DDR-tijd sterk vervallen en deels afgebroken, werd heropgebouwd. Op 14 oktober 1995 reed er voor het eerst weer een reizigerstrein over de Oberbaumbrücke naar station Warschauer Straße, dat zijn nieuwe naam kreeg vanwege de overstapmogelijkheid op het gelijknamige S-Bahnstation.

### Lijnkleuren en nummering
Lijn U1 heeft in zijn meer dan 100-jarige bestaan diverse nummers gedragen en werd door verschillende lijnen deels bereden. De Berlijnse metrolijnen werden na de Eerste Wereldoorlog met letters aangeduid. Het tracé naar Warschauer Brücke kreeg de letter B en werd op kaarten met de kleur groen aangegeven. Om de takken in het westen van elkaar te onderscheiden werd aan de lijnaanduiding een Romeins cijfer toegevoegd. Lijn BI reed naar Hauptstraße (nu U4), BII had Uhlandstraße als eindpunt. Toen de tak naar de Uhlandstraße in 1957 tijdelijk werd gesloten voor de bouw van het nieuwe station Kurfürstendamm ging lijn BII naar Dahlem (nu U3) rijden.
In 1966 werd het kleinprofielnet gereorganiseerd en werd het tracé van de huidige U1 voortaan door twee lijnen bereden. De groene lijn 1 reed van Schlesisches Tor over de westelijke tak van de huidige U2 naar Ruhleben (zie ook U12), tussen Wittenbergplatz en Uhlandstraße verscheen de blauwe pendellijn 3. In 1984 kregen alle Berlijnse metrolijnen een U voor het lijnnummer, ter onderscheiding van de S-Bahnlijnen. Vanaf 1993 was er weer doorgaand verkeer tussen de Uhlandstraße en Kreuzberg. De Hochbahn kreeg zijn huidige lichtgroene kleur en splitste zich in het westen in twee takken: de U15 naar Uhlandstraße en de U1 naar Krumme Lanke. In december 2004 werd de voorlopig laatste wijziging doorgevoerd: de U1 kreeg zijn huidige nummer en de voormalige U1 naar Krumme Lanke werd onder lijnnummer U3 ingekort tot Nollendorfplatz.

## Dienstuitvoering
Gedurende het grootste deel van dag, behalve op zondag, wordt er op de U1 een vijfminutendienst onderhouden. In de nacht van vrijdag op zaterdag en van zaterdag op zondag rijdt er van 0:30 tot 4:30 elke 15 minuten een trein op de lijn. In de overige nachten rijdt de vervangende metronachtbus N1 tussen de stations Warschauer Straße en Zoologischer Garten, vrijwel geheel parallel aan de volledige route van de U1.
| Traject                          | Treinopvolging | Treinopvolging  | Treinopvolging    |
| Traject                          | Spits          | Overdag (ma-za) | Avonden en zondag |
| -------------------------------- | -------------- | --------------- | ----------------- |
| Warschauer Straße ↔ Uhlandstraße | 5 minuten      | 5 minuten       | 10 minuten        |

Met een gemiddelde commerciële snelheid van 25,8 km/u behoort de U1 tot de langzaamste lijnen van de Berlijnse metro; alleen de U2 heeft een lagere gemiddelde snelheid. De U1 maakt dan ook gebruik van het oudste traject van het net en sowieso ligt de maximumsnelheid op kleinprofiellijnen met 60 km/u lager dan op grootprofiellijnen (70 km/u).

## Toekomst
Omstreeks 2010 is een renovatie van het S-Bahnstation Warschauer Straße gepland. Tegelijkertijd met deze operatie wil men het gelijknamige metrostation naar het noorden verplaatsen, om de afstand tussen beide stations (nu zo'n 150 meter) te verkleinen en overstappen daarmee comfortabeler te maken. Lange tijd was er tevens een verlenging vanaf het eindpunt Warschauer Straße naar station Frankfurter Tor op de U5 voorzien. Aangezien er tussen deze stations reeds een frequente tramverbinding bestaat, zal dit metrotraject echter waarschijnlijk uit het bestemmingsplan geschrapt worden.
Een westelijke verlenging vanaf Uhlandstraße onder de Kurfürstendamm, al voorzien bij de bouw van de korte aftakking, moet uiteindelijk naar de Theodor-Heuss-Platz leiden. Deze verlenging is gedacht als onderdeel van de nieuwe lijn U10, die in het oosten Weißensee moet bereiken, via een aftakking bij de Wittenbergplatz.